# Castilleja flava
Castilleja flava är en snyltrotsväxtart som beskrevs av S. Wats.. Castilleja flava ingår i släktet målarborstar, och familjen snyltrotsväxter. Utöver nominatformen finns också underarten C. f. rustica.